# Петушиха (притока Святиці)
Петуши́ха (рос. Петушиха) — річка в Росії, протікає територією Кіровської області (Фальонський район), ліва притока Святиці.
Річка починається за 2 км на південний захід від села Подопльоки, на вододілі річок Святиця та Суна. Протікає на північний схід. Впадає до Святиці нижче колишнього села Кормішон. Верхня течія пересихає. Долина неширока і полога, русло пряме і малозвивисте, значні ділянки берега заліснені. Приймає декілька дрібних приток.
Над річкою розташоване село Фальонського району Подопльоки. Біля колишнього села Кормішон збудовано автомобільний міст.